# 류프로렐린
류프로렐린(Leuprorelin, 상표명: 루프론)은 전립선암, 유방암, 자궁내막증, 자궁근종, 성조숙증 등에 쓰이는 약물이다. 흔한 부작용으로는 열성 홍조, 기분 변화, 불면 증상, 두통 등이 있으며, 고혈당, 알러지 반응, 뇌하수체 경색 등의 시상하부 및 뇌하수체 상태변화 등이 있다. 임신 중 류프로렐린 사용은 태아에게 위해를 가할 수 있다.
류프로렐린은 GnRH 유사체에 속하며, 뇌하수체의 GnRH 수용체에서 GnRH 작용제 및 항고나도트로핀으로 작용하여 성선자극호르몬을 감소시키고 결과적으로 테스토스테론 및 에스트라디올 분비를 줄인다.

## 같이 보기
- 성선자극호르몬분비호르몬 작용제